# Таганрозький художній музей
Таганрозький художній музей (рос. Таганрогский художественный музей) — художній музей у портовому місті Таганрозі на узбережжі Азовського моря.

## Приміщення
Художній музей розташований в колишньому одноповерховому помешканні купця другої гільдії Хандріна. Приватний будинок для купця Хандріна створений за проектом архітектора Тенішева. Колишнє житлове приміщення не має значних площ, що дозволяє закладу експонувати лише 10 відсотків власних колекцій. 2011 року очільники міста видали наказ про передачу музейному закладу частини будинку на вул. Петровській, що належала Південно-Західному банку Ощадбанку Росії.

## Історія

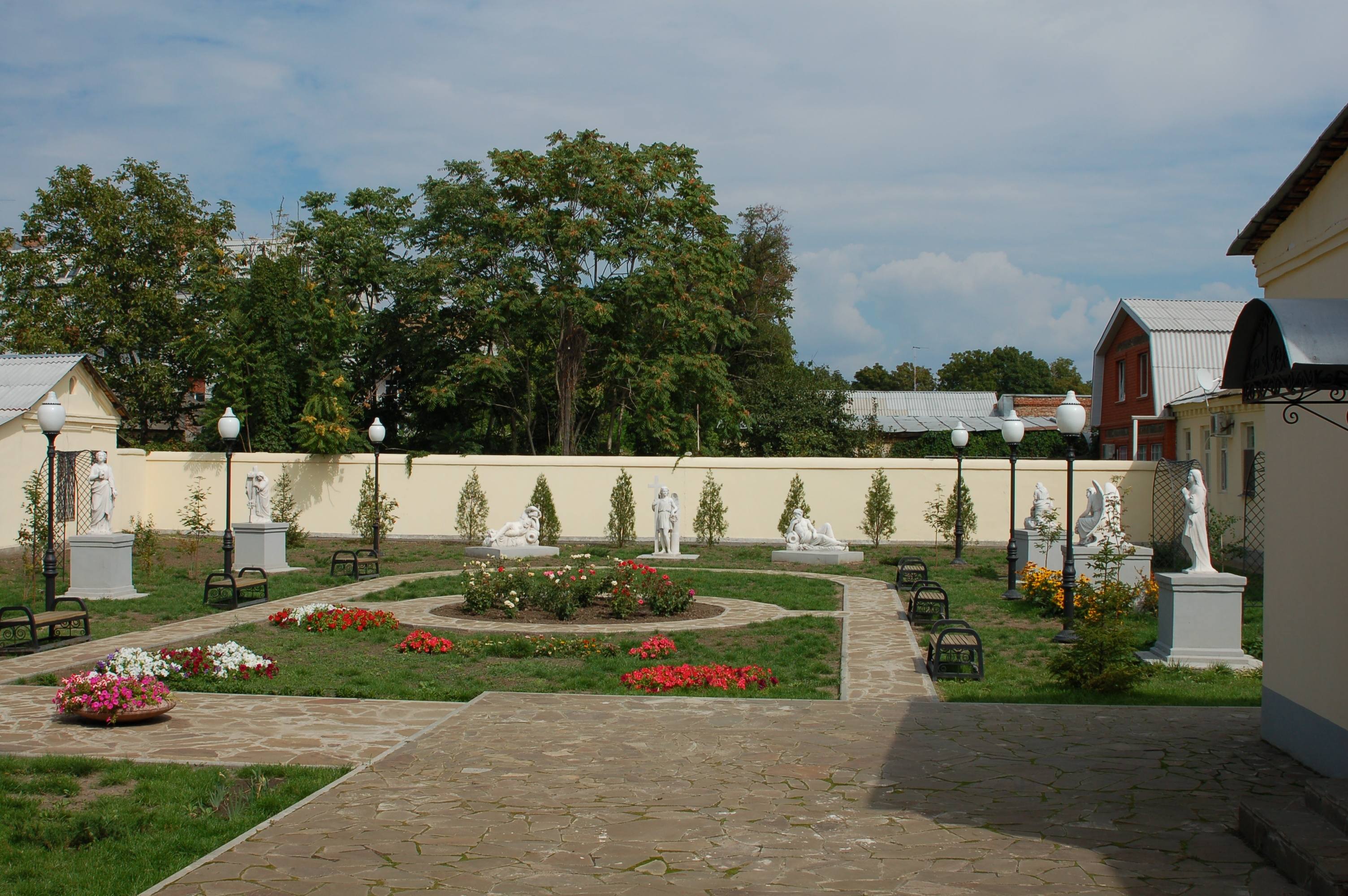
Внутрішній дворик художнього музею.

Ідея створення художнього музею в місті належить письменникові Чехову Антону Павловичу (1960–1904), українцю за походженням. З проханням допомогти Чехов звернувся до художника Рєпина, а той звернувся з клопотанням до Ради Петербурзької Академії мистецтв задля передачі в Таганрог декількох картин художників Російської імперії. 1902 року Петербурзька Академія мистецтв передала в місцевий музей вісім (8) картин, серед яких був і твір художника Васильківського Сергія Івановича «Козак-запорожець у розвідці».
За часів СРСР художня збірка була частиною Таганрозького краєзнавчого музею. 1968 року її передали в новостворену Таганрозьку картинну галерею. З 1976 року картинну галерею розмістили в особняку купця Хандріна. 2003 року картинну галерею перейменували на Художній музей.

## Експозиції просто неба

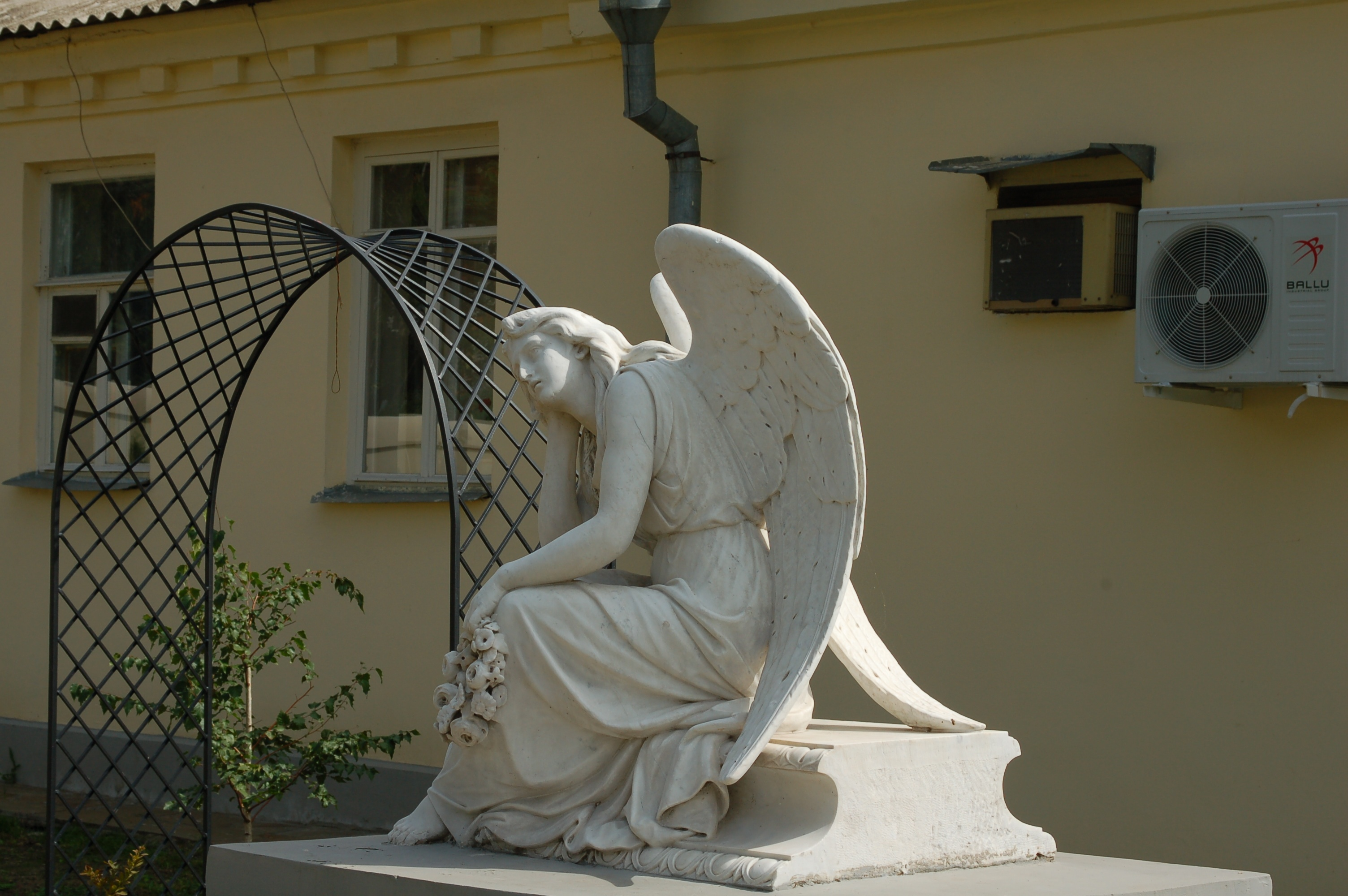
Скульптура «Янгол» з надгробка купця Даллапорте.

Незвичною особливістю Художнього музею став внутрішній дворик, створений у середині 1970-х років. У часи руйнації старовинного міського цвинтаря були демонтовані найбільш збережені і мало ушкоджені надгробкові скульптури роботи італійських митців 19 століття. Їх і передали на збереження до Картинної галереї. Більшість скульптур не має, однак, документальних підтверджень, з яких саме поховань вони були демонтовані, що стало ще одним свідоцтвом нехтування історії до жовтневого перевороту 1917 року.

## Вибрані твори

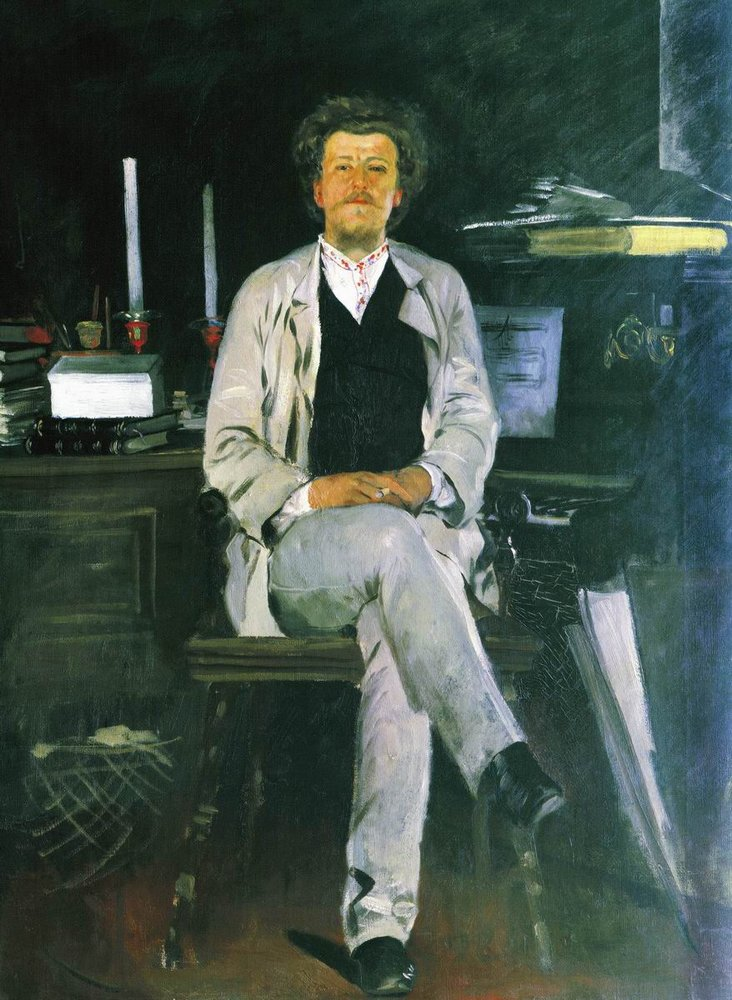
Худ. Андрій Рябушкін. Портрет І. Ф. Тюменєва, 1888 р.

Загальна кількість творів мистецтва складає понад шість тисяч зразків. Серед них — ікони, живопис художників 18 та 19 століть, графіка, незначна кількість скульптур і надгробкова пластика у внутрішньому дворику.
Головна частина збірки — твори мистецтва художників Російської імперії та місцевих майстрів. Серед них твори —
- Антропова Олексія Петровича
- Рокотова Федора Степановича
- Саврасова Олексія Кіндратовича
- Тропініна Василя Андрійовича
- Шишкіна Івана івановича
- Маковського Костянтина Єгоровича
- Генрика Семирадського
- Левітана Ісаака Ілліча
- Верещагіна Василя Васильовича
- Айвазовського Івана Костянтиновича
- Рєпіна Іллі Юхимовича
- Сурикова Василя Івановича
- Сєрова Валентина Олександровича.

Серед новітніх митців представлені Н. Дурицька, Л. Стукалов, Б. Кубицький, В. Орлов, С. Блонська, Д. Сіноді-Попов та інші.

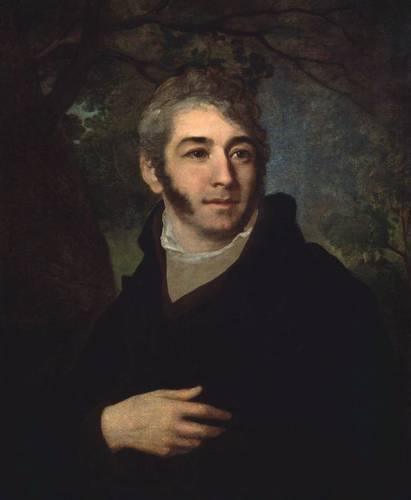
Боровіковський В. Л. (?) «Портрет невідомого»
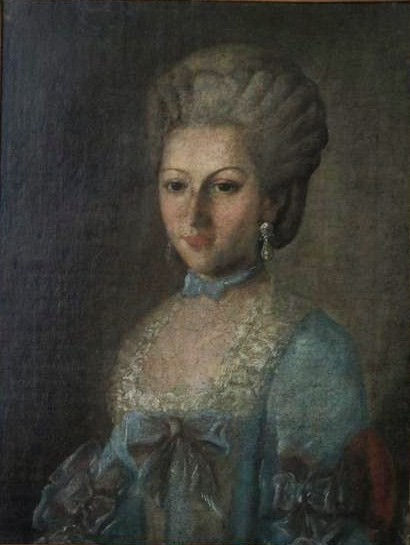
Карл Людвиг Хрістінек. «Аграфена Рібоп'єр.»
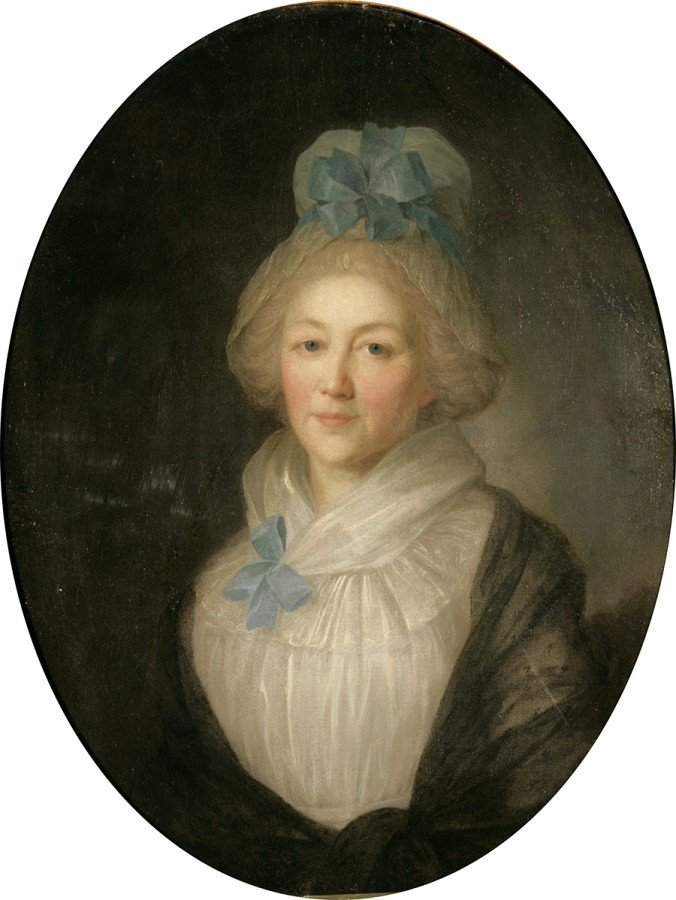
Федір Рокотов, «Анна Долгорукова»
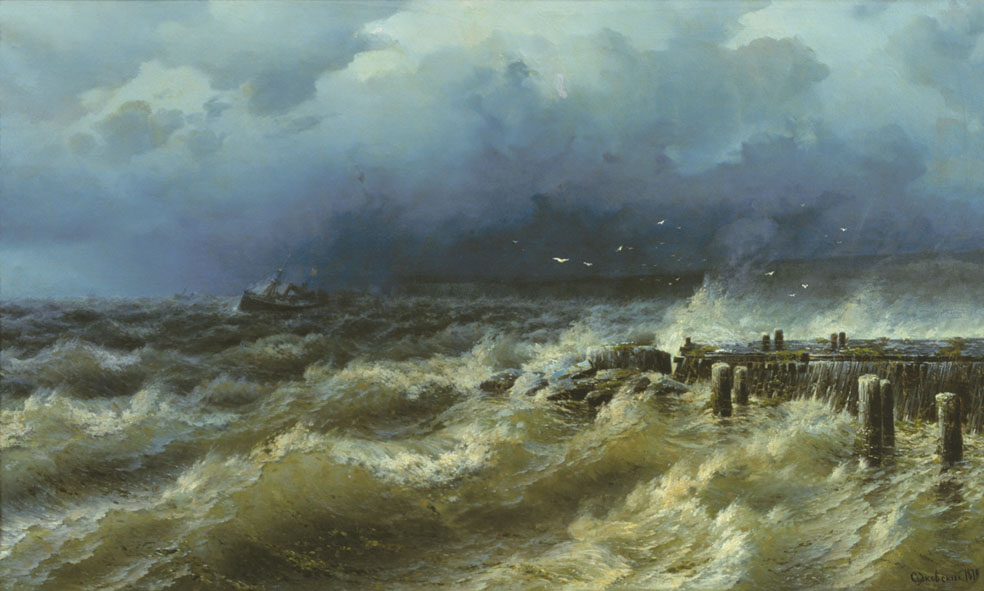
Руфін Судковський. «Хвилі біля молу», 1879 р.
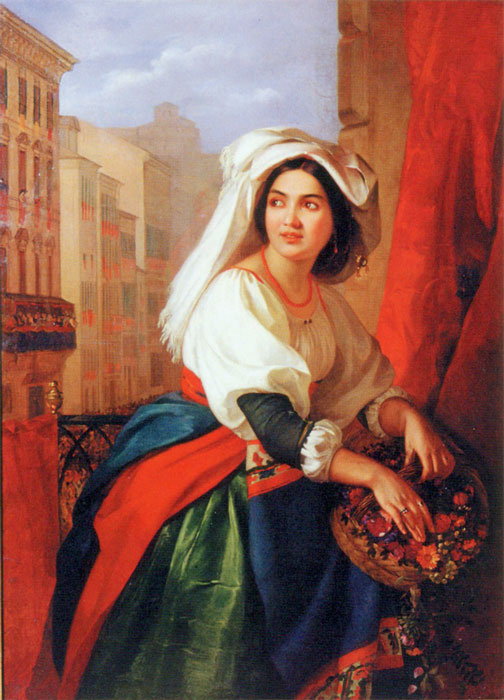
Аполлон Мокрицький (?). «Італійка під час карнавалу», 1840 р.
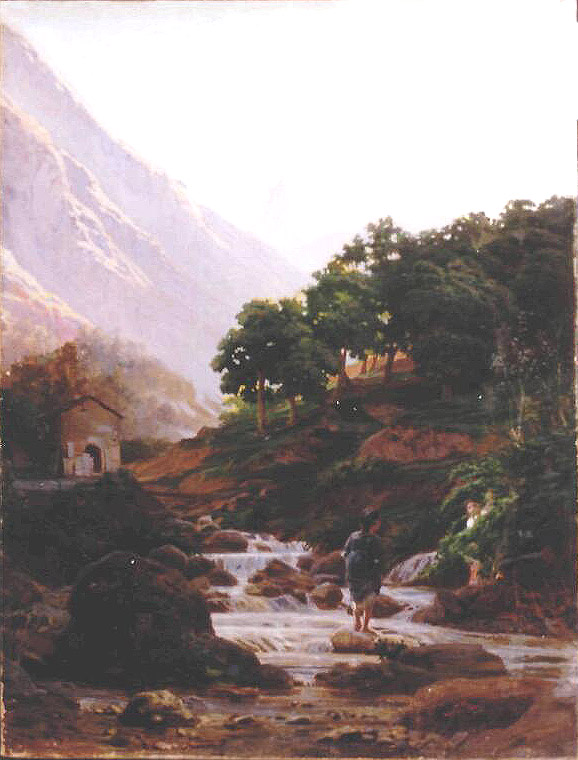
Анонім. «Пейзаж в Каррарі»
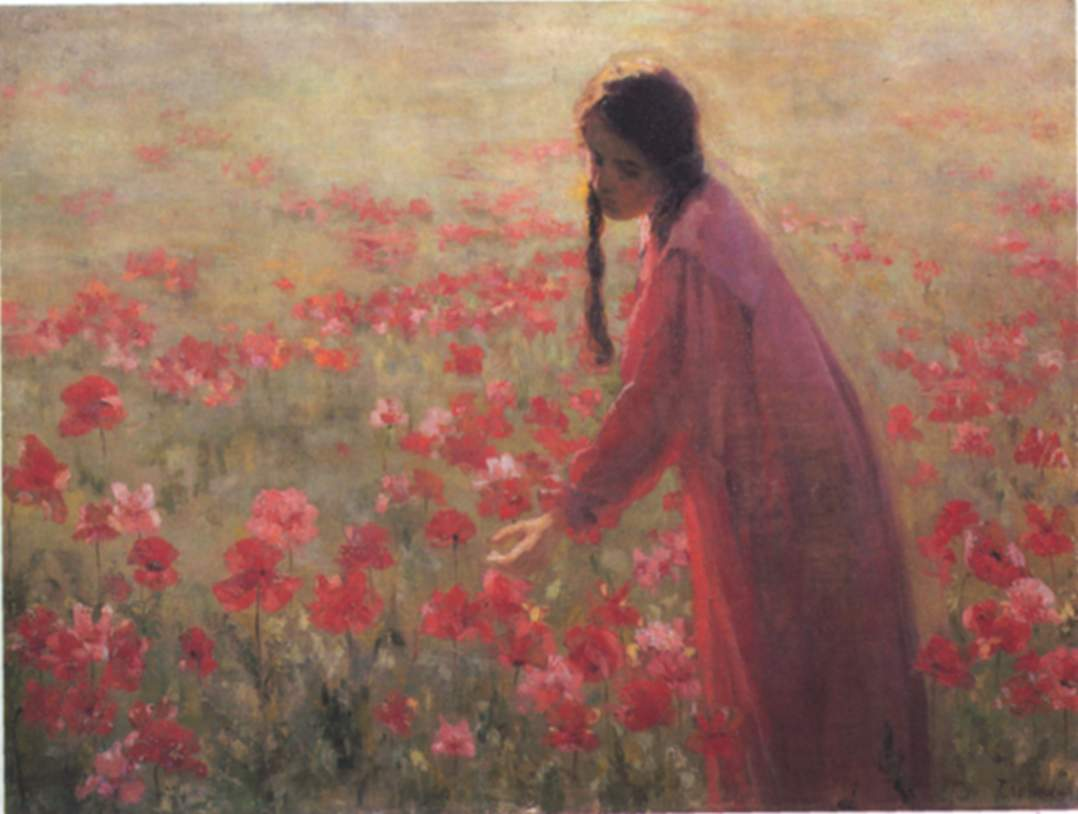
С. Блонська, «Маки»
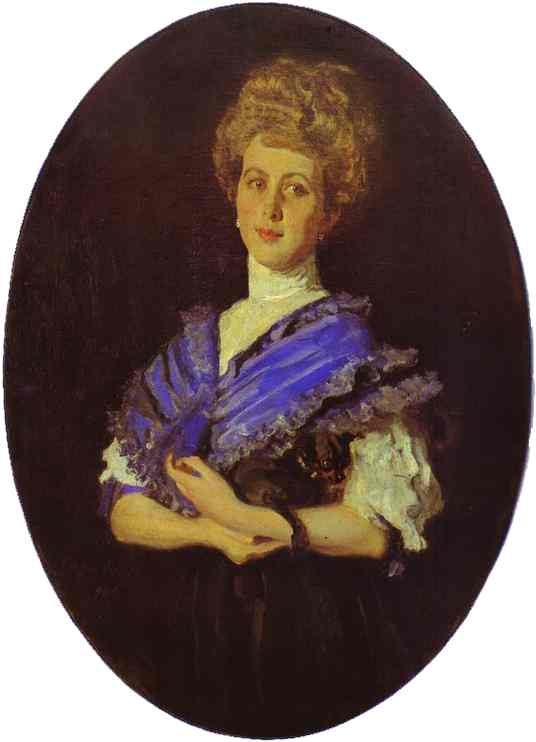
Сєров В. О. «Єлизавета Карзінкіна», 1906 р.